# Wereldkampioenschap volleybal mannen 2010 (kwalificatie)
Dit is de kwalificatie voor het Wereldkampioenschap volleybal mannen 2010.
pnt = punten, gw = gewonnen wedstrijden, vw =verloren wedstrijden

## Afrika

### Tweede ronde
Poule A
- Gastplaats: Chlef, Algerije
- Datum: 26-28 mei 2009

| plaats | land     | pnt | gw | vw |
| ------ | -------- | --- | -- | -- |
| 1      | Algerije | 4   | 2  | 0  |
| 2      | Marokko  | 3   | 1  | 1  |
| 3      | Nigeria  | 2   | 0  | 2  |

| datum  | team 1   | eindstand | team 2   | setstanden                 |
| ------ | -------- | --------- | -------- | -------------------------- |
| 26 mei | Marokko  | 3-0       | Nigeria  | 25-16, 25-20, 25-18        |
| 27 mei | Algerije | 3-0       | Marokko  | 25-18, 17-25, 25-20, 25-19 |
| 28 mei | Nigeria  | 0-3       | Algerije | 13-25, 21-25, 26-28        |

Poule B
- Gastplaats: Maputo, Mozambique
- Datum: 1-3 mei, 2009

| plaats | land       | pnt | gw | vw |
| ------ | ---------- | --- | -- | -- |
| 1      | Mauritius  | 6   | 3  | 0  |
| 2      | Zimbabwe   | 5   | 2  | 1  |
| 3      | Mozambique | 4   | 1  | 2  |
| 4      | Malediven  | 3   | 0  | 3  |

| datum | team 1     | eindstand | team 2     | setstanden              |
| ----- | ---------- | --------- | ---------- | ----------------------- |
| 1 mei | Mauritius  | 3-1       | Zimbabwe   | 23-25,25-21,25-21,25-21 |
| 1 mei | Mozambique | 3-1       | Malediven  | 23-25,25-10,25-10,25-16 |
| 2 mei | Malediven  | 0-3       | Zimbabwe   | 9-25,14-25,13-25        |
| 2 mei | Mozambique | 0-3       | Mauritius  | 11-25,16-25,16-25       |
| 3 mei | Mauritius  | 3-0       | Malediven  | 25-13,25-15,25-10       |
| 3 mei | Zimbabwe   | 3-0       | Mozambique | 25-18,25-19,31-29       |

### Derde ronde
Poule C
- Gastplaats: Caïro, Egypte
- Datum: 18-20 augustus 2009

| plaats | land     | pnt | gw | vw |
| ------ | -------- | --- | -- | -- |
| 1      | Egypte   | 6   | 3  | 0  |
| 2      | Nigeria  | 5   | 2  | 1  |
| 3      | Marokko  | 4   | 1  | 2  |
| 4      | Botswana | 3   | 0  | 3  |

| datum       | team 1   | eindstand | team 2   | setstanden                        |
| ----------- | -------- | --------- | -------- | --------------------------------- |
| 18 Augustus | Marokko  | 2-3       | Nigeria  | 25-15, 25-23, 22-35, 21-25, 13-15 |
| 18 Augustus | Egypte   | 3-0       | Botswana | 25-16, 25-21, 25-10               |
| 19 Augustus | Botswana | 0-3       | Nigeria  | 18-25, 16-25, 10-25               |
| 19 Augustus | Egypte   | 3-0       | Marokko  | 25-16, 25-14, 25-16               |
| 20 Augustus | Marokko  | 3-2       | Botswana | 25-20, 21-25, 25-17, 22-25, 15-6  |
| 20 Augustus | Egypte   | 3-0       | Nigeria  | 25-17, 25-14, 25-16               |

Poule D
- Gastplaats: Tunis, Tunesië
- Datum: 14-16 augustus 2009

| plaats | land       | pnt | gw | vw |
| ------ | ---------- | --- | -- | -- |
| 1      | Tunesië    | 6   | 3  | 0  |
| 2      | Algerije   | 5   | 2  | 1  |
| 3      | Kenia      | 4   | 1  | 2  |
| 4      | Mozambique | 3   | 0  | 3  |

| datum       | team 1     | eindstand | team 2     | setstanden                        |
| ----------- | ---------- | --------- | ---------- | --------------------------------- |
| 14 augustus | Algerije   | 3-0       | Kenia      | 25-14, 25-18, 25-21               |
| 14 augustus | Tunesië    | 3-0       | Mozambique | 25-10, 25-13, 25-15               |
| 15 augustus | Mozambique | 0-3       | Algerije   | 11-25, 15-25, 19-25               |
| 15 augustus | Kenia      | 2-3       | Tunesië    | 25-18, 25-19, 23-25, 17-25, 13-15 |
| 16 augustus | Mozambique | 0-3       | Kenia      | 22-25, 23-25, 15-25               |
| 16 augustus | Tunesië    | 3-1       | Algerije   | 25-19, 27-25, 20-25, 25-22        |

Poule E
- Gastplaats Yaoundé, Kameroen
- Datum: 21-23 augustus 2009

| plaats | land        | pnt | gw | vw |
| ------ | ----------- | --- | -- | -- |
| 1      | Kameroen    | 6   | 3  | 0  |
| 2      | Zuid-Afrika | 5   | 2  | 1  |
| 3      | Mauritius   | 4   | 1  | 2  |
| 4      | Zimbabwe    | 3   | 0  | 3  |

| datum       | team 1      | eindstand | team 2      | setstanden                       |
| ----------- | ----------- | --------- | ----------- | -------------------------------- |
| 21 augustus | Mauritius   | 2-3       | Zuid-Afrika | 17-25, 18-25, 25-22, 25-19, 5-15 |
| 21 augustus | Kameroen    | 3-0       | Zimbabwe    | 25-21, 25-11, 25-10              |
| 22 augustus | Zuid-Afrika | 3-0       | Zimbabwe    | 25-15, 25-23, 25-14              |
| 22 augustus | Mauritius   | 0-3       | Kameroen    | 22-25, 20-25, 21-25              |
| 23 augustus | Zimbabwe    | 1-3       | Mauritius   | 27-25, 21-25, 21-25, 25-27       |
| 23 augustus | Kameroen    | 3-0       | Zuid-Afrika | 25-21, 25-22, 25-21              |

## Azië

### Eerste ronde
Poule A
- Gastplaats: Wellington, Nieuw-Zeeland
- Datum: 22-24 april 2009

| plaats | land          | pnt | gw | vw |
| ------ | ------------- | --- | -- | -- |
| 1      | Tonga         | 5   | 2  | 1  |
| 2      | Nieuw-Zeeland | 5   | 2  | 1  |
| 3      | Samoa         | 5   | 2  | 1  |
| 4      | Fiji          | 3   | 0  | 3  |

| datum    | team 1        | eindstand | team 2 | setstanden                        |
| -------- | ------------- | --------- | ------ | --------------------------------- |
| 22 april | Nieuw-Zeeland | 3-0       | Fiji   | 25-21, 25-17, 25-17               |
| 22 april | Tonga         | 3-0       | Samoa  | 25-21, 27-25, 25-17               |
| 23 april | Samoa         | 3-0       | Fiji   | 26-24, 26-24, 25-20               |
| 23 april | Nieuw-Zeeland | 3-1       | Tonga  | 25-21, 22-25, 34-32, 25-21        |
| 24 april | Tonga         | 3-0       | Fiji   | 25-15, 25-23, 25-21               |
| 24 april | Nieuw-Zeeland | 2-3       | Samoa  | 25-22, 26-24, 24-26, 24-26, 14-16 |

Poule B
- Gastplaats: Islamabad, Pakistan
- Datum: 28-30 januari 2009

| plaats | land       | pnt | gw | vw |
| ------ | ---------- | --- | -- | -- |
| 1      | Pakistan   | 6   | 3  | 0  |
| 2      | Bangladesh | 5   | 2  | 1  |
| 3      | Malediven  | 4   | 1  | 2  |
| 4      | Macau      | 3   | 0  | 3  |

| datum      | team 1    | eindstand | team 2     | setstanden                 |
| ---------- | --------- | --------- | ---------- | -------------------------- |
| 28 januari | Malediven | 0-3       | Bangladesh | 13-25, 21-25, 22-25        |
| 28 januari | Pakistan  | 3-0       | Macau      | 25-11, 25-11, 25-12        |
| 29 januari | Macau     | 1-3       | Malediven  | 23-25, 25-20, 16-25, 19-25 |
| 29 januari | Pakistan  | 3-0       | Bangladesh | 25-16, 25-19, 25-13        |
| 30 januari | Macau     | 1-3       | Bangladesh | 14-25, 25-23, 11-25, 20-25 |
| 30 januari | Pakistan  | 3-0       | Malediven  | 25-13, 25-12, 25-16        |

Poule C
- Gastplaats: Muscat, Oman
- Datum: 2-4 mei 2009

| plaats | land                         | pnt | gw | vw |
| ------ | ---------------------------- | --- | -- | -- |
| 1      | Qatar                        | 4   | 2  | 0  |
| 2      | Oman                         | 3   | 1  | 1  |
| 3      | Verenigde Arabische Emiraten | 2   | 0  | 2  |

| datum | team 1 | eindstand | team 2 | setstanden                        |
| ----- | ------ | --------- | ------ | --------------------------------- |
| 2 mei | Oman   | 3-2       | V.A.E. | 28-30, 25-13, 25-21, 18-25, 18-16 |
| 3 mei | V.A.E. | 0-3       | Qatar  | 22-25, 13-25, 18-25               |
| 4 mei | Qatar  | 3-1       | Oman   | 26-24, 25-19, 24-26, 25-23        |

### Tweede ronde
Poule D
- Gastplaats: Teheran, Iran
- Datum: 25-27 mei 2009

| plaats | land     | pnt | gw | vw |
| ------ | -------- | --- | -- | -- |
| 1      | Iran     | 6   | 3  | 0  |
| 2      | India    | 5   | 2  | 1  |
| 3      | Pakistan | 4   | 1  | 2  |
| 4      | Oman     | 3   | 0  | 3  |

| datum  | team 1   | eindstand | team 2   | setstanden                        |
| ------ | -------- | --------- | -------- | --------------------------------- |
| 25 mei | India    | 3-2       | Pakistan | 25-18, 24-26, 20-25, 25-20, 15-13 |
| 25 mei | Iran     | 3-0       | Oman     | 25-16, 25-18, 28-26               |
| 26 mei | India    | 3-1       | Oman     | 25-18, 20-25, 25-23, 25-19        |
| 26 mei | Iran     | 3-0       | Pakistan | 25-20, 25-22, 25-18               |
| 27 mei | Iran     | 3-1       | India    | 21-25, 25-19, 25-21, 25-19        |
| 27 mei | Pakistan | 3-2       | Oman     | 25-23, 22-25, 26-24, 28-30, 15-11 |

Poule E
- Gastplaats: Nakhon Pathom , Thailand
- Datum: 9-11 juni 2009

| plaats | land       | pnt | gw | vw |
| ------ | ---------- | --- | -- | -- |
| 1      | Thailand   | 6   | 3  | 0  |
| 2      | Indonesië  | 5   | 2  | 1  |
| 3      | Qatar      | 4   | 1  | 2  |
| 4      | Bangladesh | 3   | 0  | 3  |

| datum   | team 1     | eindstand | team 2     | setstanden                        |
| ------- | ---------- | --------- | ---------- | --------------------------------- |
| 9 juni  | Qatar      | 1-3       | Indonesië  | 25-19, 28-30, 23-25, 21-25        |
| 9 juni  | Thailand   | 3-0       | Bangladesh | 25-18, 25-19, 25-13               |
| 10 juni | Bangladesh | 0-3       | Indonesië  | 11-25, 18-25, 13-25               |
| 10 juni | Thailand   | 3-1       | Qatar      | 25-23, 25-20, 20-25, 25-21        |
| 11 juni | Qatar      | 3-0       | Bangladesh | 25-16, 25-23, 25-22               |
| 11 juni | Indonesië  | 2-3       | Thailand   | 25-20, 22-25, 25-27, 29-27, 18-15 |

Poule F
- Gastplaats: Taipei, Taiwan
- Datum: 22-24 mei 2009

| plaats | land                         | pnt | gw | vw |
| ------ | ---------------------------- | --- | -- | -- |
| 1      | Kazachstan                   | 6   | 3  | 0  |
| 2      | Taiwan                       | 5   | 2  | 1  |
| 3      | Verenigde Arabische Emiraten | 4   | 1  | 2  |
| 4      | Tonga                        | 3   | 0  | 3  |

| datum  | team 1     | eindstand | team 2     | setstanden                 |
| ------ | ---------- | --------- | ---------- | -------------------------- |
| 22 mei | Kazachstan | 3-0       | V.A.E.     | 25-22, 25-18, 25-17        |
| 22 mei | Taiwan     | 3-0       | Tonga      | 31-29, 25-18, 25-11        |
| 23 mei | Kazachstan | 3-0       | Tonga      | 25-18, 25-12, 25-17        |
| 23 mei | Taiwan     | 3-0       | V.A.E.     | 25-17, 25-21, 25-13        |
| 24 mei | Tonga      | 1-3       | V.A.E.     | 19-25, 23-25, 25-22, 20-25 |
| 24 mei | Taiwan     | 0-3       | Kazachstan | 27-29, 18-25, 24-26        |

### Derde ronde
Poule G
- Gastplaats: Chengdu, China
- Datum: 14-16 augustus 2009

| plaats | land      | pnt | gw | vw |
| ------ | --------- | --- | -- | -- |
| 1      | China     | 6   | 3  | 0  |
| 2      | Australië | 5   | 2  | 1  |
| 3      | India     | 4   | 1  | 2  |
| 4      | Thailand  | 3   | 0  | 3  |

| datum       | team 1    | eindstand | team 2    | setstanden                 |
| ----------- | --------- | --------- | --------- | -------------------------- |
| 14 augustus | Australië | 3-0       | India     | 25-15, 25-22, 25-19        |
| 14 augustus | China     | 3-0       | Thailand  | 25-15, 25-23, 25-18        |
| 15 augustus | Thailand  | 0-3       | Australië | 19-25, 20-25, 20-25        |
| 15 augustus | China     | 3-0       | India     | 25-16, 25-16, 25-16        |
| 16 augustus | India     | 3-0       | Thailand  | 25-22, 25-20, 25-19        |
| 16 augustus | Australië | 1-3       | China     | 22-25, 25-17, 28-30, 17-25 |

Poule H
- Gastplaats: Komaki, Japan
- Datum: 28-30 augustus 2009

| plaats | land       | pnt | gw | vw |
| ------ | ---------- | --- | -- | -- |
| 1      | Japan      | 6   | 3  | 0  |
| 2      | Iran       | 5   | 2  | 1  |
| 3      | Zuid-Korea | 4   | 1  | 2  |
| 4      | Kazachstan | 3   | 0  | 3  |

| datum       | team 1     | eindstand | team 2     | setstanden                        |
| ----------- | ---------- | --------- | ---------- | --------------------------------- |
| 28 augustus | Iran       | 3-2       | Zuid-Korea | 19-25, 25-22, 18-25, 25-17, 15-12 |
| 28 augustus | Japan      | 3-1       | Kazachstan | 25-20, 17-25, 25-21, 25-16        |
| 29 augustus | Zuid-Korea | 3-2       | Kazachstan | 23-25, 18-25, 25-16, 25-19, 15-5  |
| 29 augustus | Japan      | 3-1       | Iran       | 25-17, 25-22, 22-25, 25-17        |
| 30 augustus | Kazachstan | 1-3       | Iran       | 18-25, 14-25, 25-23, 16-25        |
| 30 augustus | Japan      | 3-0       | Zuid-Korea | 25-23, 25-16, 25-22               |

## Europa

### Eerste ronde
Poule A
- Gastplaats: Sheffield, Verenigd Koninkrijk
- Datum: 2-4 januari 2009

| plaats | land                | pnt | gw | vw |
| ------ | ------------------- | --- | -- | -- |
| 1      | Wit-Rusland         | 4   | 2  | 0  |
| 2      | Israël              | 3   | 1  | 1  |
| 3      | Verenigd Koninkrijk | 2   | 0  | 2  |

| datum     | team 1              | eindstand | team 2              | setstanden                        |
| --------- | ------------------- | --------- | ------------------- | --------------------------------- |
| 2 januari | Verenigd Koninkrijk | 1-3       | Israël              | 14-25, 25-21, 22-25, 14-25        |
| 3 januari | Israël              | 2-3       | Wit-Rusland         | 26-24, 19-25, 25-18, 22-25, 11-15 |
| 4 januari | Wit-Rusland         | 3-1       | Verenigd Koninkrijk | 25-23, 13-25, 25-22, 25-17        |

Poule B
- Gastplaats: Riga, Letland
- Datum: 2-4 januari 2009

| plaats | land      | pnt | gw | vw | sets (v-t) |
| ------ | --------- | --- | -- | -- | ---------- |
| 1      | Letland   | 3   | 1  | 1  | (5-3)      |
| 2      | Zweden    | 3   | 1  | 1  | (3-5)      |
| 3      | Noorwegen | 3   | 1  | 1  | (3-3)      |

| datum     | team 1    | eindstand | team 2    | setstanden                        |
| --------- | --------- | --------- | --------- | --------------------------------- |
| 2 januari | Noorwegen | 3-0       | Zweden    | 26-24, 25-21, 25-23               |
| 3 januari | Letland   | 3-0       | Noorwegen | 25-12, 25-19, 25-18               |
| 4 januari | Zweden    | 3-2       | Letland   | 20-25, 20-25, 29-27, 25-21, 15-12 |

Poule C
- Gastplaats: Wenen, Oostenrijk
- Datum: 3-5 januari 2009

| plaats | land                  | pnt | gw | vw |
| ------ | --------------------- | --- | -- | -- |
| 1      | Roemenië              | 6   | 3  | 0  |
| 2      | Oostenrijk            | 5   | 2  | 1  |
| 3      | Bosnië en Herzegovina | 4   | 1  | 2  |
| 4      | Hongarije             | 3   | 0  | 3  |

| datum     | team 1                | eindstand | team 2                | setstanden                        |
| --------- | --------------------- | --------- | --------------------- | --------------------------------- |
| 3 januari | Roemenië              | 3-2       | Hongarije             | 20-25, 25-21, 25-17, 25-27, 16-14 |
| 3 januari | Oostenrijk            | 3-0       | Bosnië en Herzegovina | 25-21, 25-21, 25-22               |
| 4 januari | Hongarije             | 2-3       | Bosnië en Herzegovina | 25-21, 25-18, 21-25, 16-25, 11-15 |
| 4 januari | Roemenië              | 3-0       | Oostenrijk            | 25-23, 25-22, 25-20               |
| 5 januari | Bosnië en Herzegovina | 0-3       | Roemenië              | 21-25, 20-25, 21-25               |
| 5 januari | Oostenrijk            | 3-0       | Hongarije             | 25-15, 28-26, 25-20               |

Poule D
- Gastplaats: Quba, Azerbeidzjan
- Datum: 9-11 januari 2009

| plaats | land         | pnt | gw | vw |
| ------ | ------------ | --- | -- | -- |
| 1      | Montenegro   | 6   | 3  | 0  |
| 2      | Albanië      | 5   | 2  | 1  |
| 3      | Moldavië     | 4   | 1  | 2  |
| 4      | Azerbeidzjan | 3   | 0  | 3  |

| datum      | team 1       | eindstand | team 2       | setstanden                        |
| ---------- | ------------ | --------- | ------------ | --------------------------------- |
| 9 januari  | Moldavië     | 0-3       | Montenegro   | 15-25, 24-25, 16-25               |
| 9 januari  | Azerbeidzjan | 0-3       | Albanië      | 17-25, 13-25, 31-33               |
| 10 januari | Albanië      | 0-3       | Montenegro   | 17-25, 12-25, 13-25               |
| 10 januari | Moldavië     | 3-2       | Azerbeidzjan | 25-14, 22-25, 25-16, 17-25, 18-16 |
| 11 januari | Albanië      | 3-1       | Moldavië     | 25-22, 25-21, 16-25, 25-23        |
| 11 januari | Montenegro   | 3-0       | Azerbeidzjan | 25-14, 25-15, 25-18               |

### Tweede ronde
Poule E
- Gastplaats: Poprad, Slowakije
- Datum: 29-31 mei 2009

| plaats | land        | pnt | gw | vw |
| ------ | ----------- | --- | -- | -- |
| 1      | Slowakije   | 6   | 3  | 0  |
| 2      | Duitsland   | 5   | 2  | 1  |
| 3      | Wit-Rusland | 4   | 1  | 2  |
| 4      | Kroatië     | 3   | 0  | 3  |

| datum  | team 1      | eindstand | team 2      | setstanden                        |
| ------ | ----------- | --------- | ----------- | --------------------------------- |
| 29 mei | Kroatië     | 0-3       | Duitsland   | 13-25, 23-25, 12-25               |
| 29 mei | Slowakije   | 3-2       | Wit-Rusland | 25-18, 29-27, 22-25, 19-25, 15-11 |
| 30 mei | Wit-Rusland | 0-3       | Duitsland   | 25-27, 21-25, 18-25               |
| 30 mei | Slowakije   | 3-1       | Kroatië     | 22-25, 25-14, 25-21, 25-20        |
| 31 mei | Kroatië     | 1-3       | Wit-Rusland | 22-25, 26-28, 25-15, 22-25        |
| 31 mei | Duitsland   | 2-3       | Slowakije   | 23-25, 25-21, 25-19, 22-25, 12-15 |

Poule F
- Gastplaats: Rotterdam, Nederland
- Datum: 30 mei-1 juni 2009

| plaats | land      | pnt | gw | vw |
| ------ | --------- | --- | -- | -- |
| 1      | Nederland | 6   | 3  | 0  |
| 2      | Estland   | 4   | 1  | 2  |
| 3      | Turkije   | 4   | 1  | 2  |
| 4      | Letland   | 4   | 1  | 2  |

| datum  | team 1    | eindstand | team 2    | setstanden                        |
| ------ | --------- | --------- | --------- | --------------------------------- |
| 30 mei | Nederland | 3-1       | Letland   | 25-16, 25-21, 18-25, 25-21        |
| 30 mei | Turkije   | 3-2       | Estland   | 25-20, 14-25, 22-25, 28-26, 18-16 |
| 31 mei | Estland   | 0-3       | Nederland | 24-26, 19-25, 19-25               |
| 31 mei | Letland   | 3-1       | Turkije   | 13-25, 25-21, 26-24, 25-22        |
| 1 juni | Estland   | 3-0       | Letland   | 25-23, 25-21, 25-19               |
| 1 juni | Nederland | 3-2       | Turkije   | 19-25, 25-16, 22-25, 25-17, 15-12 |

Poule G
- Gastplaats: Póvoa de Varzim, Portugal
- Datum: 27-31 mei 2009

| plaats | land        | pnt | gw | vw |
| ------ | ----------- | --- | -- | -- |
| 1      | Portugal    | 7   | 3  | 1  |
| 2      | Roemenië    | 7   | 3  | 1  |
| 3      | Slovenië    | 6   | 2  | 2  |
| 4      | Griekenland | 6   | 2  | 2  |
| 5      | Denemarken  | 4   | 0  | 4  |

| datum  | team 1      | eindstand | team 2      | setstanden                        |
| ------ | ----------- | --------- | ----------- | --------------------------------- |
| 27 mei | Griekenland | 1-3       | Slovenië    | 22-25, 25-23, 18-25, 19-25        |
| 27 mei | Portugal    | 3-0       | Denemarken  | 25-18, 25-13, 25-13               |
| 28 mei | Slovenië    | 2-3       | Roemenië    | 25-22, 20-25, 13-25, 25-13, 12-15 |
| 28 mei | Portugal    | 3-1       | Griekenland | 25-21, 18-25, 25-20, 25-22        |
| 29 mei | Denemarken  | 0-3       | Griekenland | 24-26, 19-25, 20-25               |
| 29 mei | Portugal    | 0-3       | Roemenië    | 22-25, 21-25, 23-25               |
| 30 mei | Slovenië    | 3-0       | Denemarken  | 25-19, 25-22, 25-22               |
| 30 mei | Griekenland | 3-2       | Roemenië    | 19-25, 25-18, 32-30, 24-26, 15-13 |
| 31 mei | Roemenië    | 3-0       | Denemarken  | 25-12, 25-23, 25-18               |
| 31 mei | Slovenië    | 1-3       | Portugal    | 21-25, 25-20, 16-25, 21-25        |

Poule H
- Gastplaats: Liberec, Tsjechië
- Datum: 27-31 mei 2009

| plaats | land       | pnt | gw | vw |
| ------ | ---------- | --- | -- | -- |
| 1      | Finland    | 7   | 3  | 1  |
| 2      | Tsjechië   | 7   | 3  | 1  |
| 3      | België     | 6   | 2  | 2  |
| 4      | Oekraïne   | 5   | 1  | 3  |
| 5      | Montenegro | 5   | 1  | 3  |

| datum  | team 1     | eindstand | team 2     | setstanden                        |
| ------ | ---------- | --------- | ---------- | --------------------------------- |
| 27 mei | Oekraïne   | 0-3       | België     | 19-25, 23-25, 20-25               |
| 27 mei | Montenegro | 1-3       | Tsjechië   | 25-23, 22-25, 15-25, 24-26        |
| 28 mei | Finland    | 3-0       | Montenegro | 25-16, 25-20, 27-25               |
| 28 mei | Tsjechië   | 2-3       | Oekraïne   | 25-23, 20-25, 25-11, 19-25, 10-15 |
| 29 mei | Oekraïne   | 0-3       | Finland    | 23-25, 22-25, 20-25               |
| 29 mei | België     | 2-3       | Tsjechië   | 29-27, 26-28, 26-28, 25-20, 17-19 |
| 30 mei | Finland    | 3-0       | België     | 27-25, 25-18, 25-16               |
| 30 mei | Montenegro | 3-1       | Oekraïne   | 25-22, 25-23, 16-25, 25-20        |
| 31 mei | België     | 3-0       | Montenegro | 33-31, 25-23, 25-22               |
| 31 mei | Tsjechië   | 3-1       | Finland    | 32-34, 25-23, 25-22, 25-17        |

### Derde ronde
Poule I
- Gastplaats: Tampere , Finland
- Datum: 7-9 augustus 2009

| plaats | land      | pnt | gw | vw |
| ------ | --------- | --- | -- | -- |
| 1      | Rusland   | 6   | 3  | 0  |
| 2      | Duitsland | 5   | 2  | 1  |
| 3      | Finland   | 4   | 1  | 2  |
| 4      | België    | 3   | 0  | 3  |

| datum      | team 1    | eindstand | team 2    | setstanden                        |
| ---------- | --------- | --------- | --------- | --------------------------------- |
| 7 augustus | België    | 2-3       | Finland   | 20-25, 30-28, 20-25, 25-22, 11-15 |
| 7 augustus | Duitsland | 1-3       | Rusland   | 20-25, 25-19, 18-25, 19-25        |
| 8 augustus | Finland   | 1-3       | Duitsland | 21-25, 25-27, 25-23, 23-25        |
| 8 augustus | Rusland   | 3-0       | België    | 25-18, 25-22, 25-16               |
| 9 augustus | België    | 0-3       | Duitsland | 17-25, 19-25, 21-25               |
| 9 augustus | Finland   | 0-3       | Rusland   | 23-25, 17-25, 22-25               |

Poule J
- Gastplaats: Varna, Bulgarije
- Datum: 14-16 augustus 2009

| plaats | land      | pnt | gw | vw |
| ------ | --------- | --- | -- | -- |
| 1      | Bulgarije | 6   | 3  | 0  |
| 2      | Tsjechië  | 5   | 2  | 1  |
| 3      | Nederland | 4   | 1  | 2  |
| 4      | Portugal  | 3   | 0  | 3  |

| datum       | team 1    | eindstand | team 2    | setstanden                       |
| ----------- | --------- | --------- | --------- | -------------------------------- |
| 14 augustus | Bulgarije | 3-0       | Portugal  | 25-22, 25-16, 26-24              |
| 14 augustus | Tsjechië  | 3-1       | Nederland | 23-25, 25-13, 25-23, 25-21       |
| 15 augustus | Bulgarije | 3-0       | Tsjechië  | 25-15, 25-22, 25-14              |
| 15 augustus | Portugal  | 0-3       | Nederland | 21-25, 23-25, 24-26              |
| 16 augustus | Tsjechië  | 3-2       | Portugal  | 25-16, 22-25, 25-12, 13-25, 15-8 |
| 16 augustus | Nederland | 1-3       | Bulgarije | 25-23, 16-25, 18-25, 23-25       |

Poule K
- Gastplaats: Gdynia, Polen
- Datum: 14-16 augustus 2009

| plaats | land      | pnt | gw | vw |
| ------ | --------- | --- | -- | -- |
| 1      | Polen     | 6   | 3  | 0  |
| 2      | Frankrijk | 5   | 2  | 1  |
| 3      | Slowakije | 4   | 1  | 2  |
| 4      | Slovenië  | 3   | 0  | 3  |

| datum       | team 1    | eindstand | team 2    | setstanden                        |
| ----------- | --------- | --------- | --------- | --------------------------------- |
| 14 augustus | Slowakije | 1-3       | Frankrijk | 20-25, 18-25, 25-22, 20-25        |
| 14 augustus | Polen     | 3-0       | Slovenië  | 25-16, 25-23, 25-15               |
| 15 augustus | Frankrijk | 3-1       | Slovenië  | 27-25, 25-18, 20-25, 25-15        |
| 15 augustus | Polen     | 3-1       | Slowakije | 25-19, 26-28, 25-15, 25-19        |
| 16 augustus | Slovenië  | 2-3       | Slowakije | 23-25, 25-23, 21-25, 25-21, 12-15 |
| 16 augustus | Polen     | 3-0       | Frankrijk | 25-17, 25-19, 25-21               |

Poule L
- Gastplaats: Kragujevac, Servië
- Datum: 14-16 augustus 2009

| plaats | land     | pnt | gw | vw |
| ------ | -------- | --- | -- | -- |
| 1      | Servië   | 6   | 3  | 0  |
| 2      | Spanje   | 5   | 2  | 1  |
| 3      | Roemenië | 4   | 1  | 2  |
| 4      | Estland  | 3   | 0  | 3  |

| datum       | team 1   | eindstand | team 2   | setstanden                        |
| ----------- | -------- | --------- | -------- | --------------------------------- |
| 14 augustus | Estland  | 1-3       | Spanje   | 25-22, 21-25, 17-25, 14-25        |
| 14 augustus | Servië   | 3-1       | Roemenië | 25-17, 25-15, 22-25, 25-18        |
| 15 augustus | Spanje   | 3-2       | Roemenië | 25-17, 23-25, 21-25, 27-25, 15-13 |
| 15 augustus | Estland  | 0-3       | Servië   | 15-25, 23-25, 22-25               |
| 16 augustus | Roemenië | 3-1       | Estland  | 26-28, 25-13, 31-29, 25-20        |
| 16 augustus | Servië   | 3-1       | Spanje   | 22-25, 25-18, 25-19, 25-20        |

## Noord- en Midden-Amerika

### Eerste ronde
Poule A
- Gastplaats: Gros-Islet, Saint Lucia
- Datum: 15-19 april 2009

| plaats | land                           | pnt | gw | vw |
| ------ | ------------------------------ | --- | -- | -- |
| 1      | Saint Lucia                    | 8   | 4  | 0  |
| 2      | Dominica                       | 7   | 3  | 1  |
| 3      | Saint Vincent en de Grenadines | 6   | 2  | 2  |
| 4      | Bermuda                        | 5   | 1  | 3  |
| 5      | Grenada                        | 4   | 0  | 4  |

| datum    | team 1                 | eindstand | team 2                 | setstanden                 |
| -------- | ---------------------- | --------- | ---------------------- | -------------------------- |
| 15 april | St. Vincent/Grenadines | 0-3       | Dominica               | 18-25, 23-25, 23-25        |
| 15 april | Saint Lucia            | 3-0       | Grenada                | 25-16, 25-14, 25-18        |
| 16 april | Grenada                | 0-3       | St. Vincent/Grenadines | 16-25, 20-25, 17-25        |
| 16 april | Dominica               | 3-0       | Bermuda                | 25-18, 25-20, 25-13        |
| 17 april | Grenada                | 0-3       | Dominica               | 12-25, 21-25, 19-25        |
| 17 april | Saint Lucia            | 3-0       | Bermuda                | 25-19, 25-14, 25-20        |
| 18 april | Bermuda                | 3-0       | Grenada                | 25-21, 25-17, 25-21        |
| 18 april | St. Vincent/Grenadines | 0-3       | Saint Lucia            | 16-25, 20-25, 12-25        |
| 19 april | Bermuda                | 1-3       | St. Vincent/Grenadines | 11-25, 12-25, 25-21, 14-25 |
| 19 april | Saint Lucia            | 3-0       | Dominica               | 25-22, 31-29, 25-19        |

Poule B
- Gastplaats: Saint John's, Antigua en Barbuda
- Datum: 1-5 april 2009

| plaats | land                   | pnt | gw | vw |
| ------ | ---------------------- | --- | -- | -- |
| 1      | Antigua en Barbuda     | 8   | 4  | 0  |
| 2      | Saint Kitts en Nevis   | 7   | 3  | 1  |
| 3      | Anguilla               | 6   | 2  | 2  |
| 4      | Britse Maagdeneilanden | 5   | 1  | 3  |
| 5      | Montserrat             | 4   | 0  | 4  |

| datum   | team 1               | eindstand | team 2               | setstanden                        |
| ------- | -------------------- | --------- | -------------------- | --------------------------------- |
| 1 april | Anguilla             | 3-2       | GB Maagdeneilanden   | 25-20, 25-20, 23-25, 21-25, 15-13 |
| 1 april | Antigua en Barbuda   | 3-0       | Montserrat           | 25-9, 25-14, 25-16                |
| 2 april | Saint Kitts en Nevis | 3-2       | Anguilla             | 22-25, 24-26, 25-10, 25-17, 18-16 |
| 2 april | Antigua en Barbuda   | 3-1       | GB Maagdeneilanden   | 25-23, 25-13, 21-25, 25-20        |
| 3 april | Saint Kitts en Nevis | 3-0       | Montserrat           | 25-5, 25-13, 25-20                |
| 3 april | Antigua en Barbuda   | 3-2       | Anguilla             | 24-26, 25-13, 17-25, 25-23, 15-12 |
| 4 april | Anguilla             | 3-0       | Montserrat           | 25-11, 25-13, 25-11               |
| 4 april | Saint Kitts en Nevis | 3-0       | GB Maagdeneilanden   | 25-14, 25-18, 25-9                |
| 5 april | GB Maagdeneilanden   | 3-0       | Montserrat           | 25-13, 25-14, 25-11               |
| 5 april | Antigua en Barbuda   | 3-0       | Saint Kitts en Nevis | 25-23, 25-22, 25-23               |

### Tweede ronde
Poule C
- Gastplaats: Port of Spain, Trinidad en Tobago
- Datum: 2-6 juni 2009

Groep A
| plaats | land                        | pnt | gw | vw |
| ------ | --------------------------- | --- | -- | -- |
| 1      | Trinidad en Tobago          | 4   | 2  | 0  |
| 2      | Amerikaanse Maagdeneilanden | 3   | 1  | 1  |
| 3      | Aruba                       | 2   | 0  | 2  |

| datum  | team 1             | eindstand | team 2             | setstanden                        |
| ------ | ------------------ | --------- | ------------------ | --------------------------------- |
| 2 juni | Trinidad en Tobago | 3-0       | Aruba              | 25-11, 25-23, 25-13               |
| 3 juni | US Maagdeneilanden | 3-1       | Aruba              | 27-25, 21-25, 25-20, 25-18        |
| 4 juni | Trinidad en Tobago | 3-2       | US Maagdeneilanden | 25-14, 22-25, 15-25, 25-18, 15-12 |

Groep B
| plaats | land                 | pnt | gw | vw |
| ------ | -------------------- | --- | -- | -- |
| 1      | Nederlandse Antillen | 4   | 2  | 0  |
| 2      | Suriname             | 3   | 1  | 1  |
| 3      | Antigua en Barbuda   | 2   | 0  | 2  |

| datum  | team 1             | eindstand | team 2               | setstanden          |
| ------ | ------------------ | --------- | -------------------- | ------------------- |
| 2 juni | Antigua en Barbuda | 0-3       | Nederlandse Antillen | 16-25, 13-25, 17-25 |
| 3 juni | Suriname           | 0-3       | Nederlandse Antillen | 24-26, 23-25, 21-25 |
| 4 juni | Suriname           | 3-0       | Antigua en Barbuda   | 30-28, 25-8, 25-15  |

Halve finales
| datum  | team 1             | eindstand | team 2               | setstanden                        |
| ------ | ------------------ | --------- | -------------------- | --------------------------------- |
| 5 juni | US Maagdeneilanden | 3-2       | Nederlandse Antillen | 25-23, 23-25, 16-25, 26-24, 17-15 |
| 5 juni | Trinidad en Tobago | 1-3       | Suriname             | 25-22, 23-25, 19-25, 22-25        |

Classificatie
| datum  | team 1             | eindstand | team 2               | setstanden                 |
| ------ | ------------------ | --------- | -------------------- | -------------------------- |
| 6 juni | Aruba              | 3-1       | Antigua en Barbuda   | 25-15, 25-18, 12-25, 25-19 |
| 6 juni | Trinidad en Tobago | 3-0       | Nederlandse Antillen | 25-18, 25-22, 25-15        |
| 6 juni | US Maagdeneilanden | 1-3       | Suriname             | 25-16, 18-25, 22-25, 17-25 |

Poule D
- Gastplaats: Kingston, Jamaica
- Datum: 20-24 mei 2009

Groep A
| plaats | land            | pnt | gw | vw |
| ------ | --------------- | --- | -- | -- |
| 1      | Jamaica         | 4   | 2  | 0  |
| 2      | Haïti           | 3   | 1  | 1  |
| 3      | Kaaimaneilanden | 2   | 0  | 2  |

| datum  | team 1          | eindstand | team 2          | setstanden          |
| ------ | --------------- | --------- | --------------- | ------------------- |
| 20 mei | Jamaica         | 3-0       | Haïti           | 25-16, 25-23, 25-20 |
| 21 mei | Kaaimaneilanden | 0-3       | Haïti           | 15-25, 19-25, 16-25 |
| 22 mei | Jamaica         | 3-0       | Kaaimaneilanden | 25-11, 25-20, 25-18 |

Groep B
| plaats | land        | pnt | gw | vw |
| ------ | ----------- | --- | -- | -- |
| 1      | Mexico      | 4   | 2  | 0  |
| 2      | Bahama's    | 3   | 1  | 1  |
| 3      | Saint Lucia | 2   | 0  | 2  |

| datum  | team 1      | eindstand | team 2      | setstanden                        |
| ------ | ----------- | --------- | ----------- | --------------------------------- |
| 20 mei | Saint Lucia | 2-3       | Bahama's    | 25-22, 25-22, 22-25, 18-25, 11-15 |
| 21 mei | Bahama's    | 0-3       | Mexico      | 13-25, 20-25, 16-25               |
| 22 mei | Mexico      | 3-0       | Saint Lucia | 25-18, 25-15, 25-17               |

Halve finales
| datum  | team 1  | eindstand | team 2   | setstanden                 |
| ------ | ------- | --------- | -------- | -------------------------- |
| 23 mei | Jamaica | 1-3       | Bahama's | 25-19, 18-25, 22-25, 22-25 |
| 23 mei | Mexico  | 3-0       | Haïti    | 25-16, 25-16, 25-20        |

Classificatie
| datum  | team 1          | eindstand | team 2      | setstanden                 |
| ------ | --------------- | --------- | ----------- | -------------------------- |
| 23 mei | Kaaimaneilanden | 0-3       | Saint Lucia | 11-25, 15-25, 14-25        |
| 24 mei | Jamaica         | 3-0       | Haïti       | 22-25, 25-23, 22-25, 25-18 |
| 24 mei | Mexico          | 3-0       | Bahama's    | 25-13, 25-14, 25-16        |

Poule E
- Gastplaats: Managua, Nicaragua
- Datum: 29 november-5 december 2008

| plaats | land        | pnt | gw | vw |         |
| ------ | ----------- | --- | -- | -- | ------- |
| 1      | Panama      | 11  | 5  | 1  | (17-9)  |
| 2      | Guatemala   | 11  | 5  | 1  | (15-9)  |
| 3      | Costa Rica  | 10  | 4  | 2  | (16-7)  |
| 4      | El Salvador | 10  | 4  | 2  | (16-13) |
| 5      | Nicaragua   | 8   | 2  | 4  |         |
| 6      | Honduras    | 7   | 1  | 5  |         |
| 7      | Belize      | 6   | 0  | 6  |         |

| datum       | team 1      | eindstand | team 2      | setstanden                        |
| ----------- | ----------- | --------- | ----------- | --------------------------------- |
| 29 november | Guatemala   | 3-2       | Panama      | 25-18, 20-25, 25-23, 34-36, 15-9  |
| 29 november | Costa Rica  | 3-0       | Belize      | 25-15, 25-22, 25-17               |
| 29 november | El Salvador | 3-2       | Nicaragua   | 25-18, 24-26, 25-17, 22-25, 15-13 |
| 30 november | Belize      | 0-3       | Guatemala   | 17-25, 24-26, 21-25               |
| 30 november | Panama      | 3-2       | El Salvador | 20-25, 12-25, 25-14, 25-21, 15-12 |
| 30 november | Honduras    | 0-3       | Costa Rica  | 23-25, 13-25, 15-25               |
| 1 december  | El Salvador | 3-2       | Belize      | 25-15, 25-20, 28-30, 20-25, 16-14 |
| 1 december  | Guatemala   | 3-1       | Honduras    | 25-27, 28-26, 25-15, 25-17        |
| 1 december  | Nicaragua   | 2-3       | Panama      | 25-17, 30-28, 25-27, 14-25, 13-15 |
| 2 december  | Honduras    | 1-3       | El Salvador | 25-27, 19-25, 25-22, 18-25        |
| 2 december  | Costa Rica  | 3-0       | Guatemala   | 25-23, 25-17, 25-20               |
| 2 december  | Belize      | 1-3       | Nicaragua   | 18-25, 25-19, 21-25, 14-25        |
| 3 december  | El Salvador | 3-2       | Costa Rica  | 19-25, 25-22, 25-17, 22-25, 15-13 |
| 3 december  | Panama      | 3-0       | Belize      | 25-16, 28-26, 25-21               |
| 3 december  | Costa Rica  | 3-0       | Nicaragua   | 25-21, 25-15, 25-14               |
| 4 december  | Guatemala   | 3-2       | El Salvador | 25-22, 16-25, 23-25, 29-27, 15-13 |
| 4 december  | Honduras    | 0-3       | Panama      | 20-25, 22-25, 19-25               |
| 4 december  | Costa Rica  | 3-1       | Nicaragua   | 25-17, 23-25, 25-20, 25-22        |
| 5 december  | Belize      | 0-3       | Honduras    | 22-25, 12-25, 15-25               |
| 5 december  | Panama      | 3-2       | Costa Rica  | 24-26, 21-25, 25-19, 25-9, 15-10  |
| 5 december  | Nicaragua   | 1-3       | Guatemala   | 17-25, 25-20, 19-25, 26-28        |

### Derde ronde
Poule F
- Gastplaats: Irvine (Californië), Verenigde Staten
- Datum: 15-17 augustus 2009

| plaats | land                   | pnt | gw | vw |
| ------ | ---------------------- | --- | -- | -- |
| 1      | Verenigde Staten       | 6   | 3  | 0  |
| 2      | Dominicaanse Republiek | 5   | 2  | 1  |
| 3      | Panama                 | 4   | 1  | 2  |
| 4      | Guatemala              | 3   | 0  | 3  |

| datum       | team 1                 | eindstand | team 2                 | setstanden          |
| ----------- | ---------------------- | --------- | ---------------------- | ------------------- |
| 15 augustus | Dominicaanse Republiek | 3-0       | Panama                 | 25-19, 25-20, 25-22 |
| 15 augustus | Verenigde Staten       | 3-0       | Guatemala              | 25-8, 25-10, 25-6   |
| 16 augustus | Guatemala              | 0-3       | Dominicaanse Republiek | 17-25, 21-25, 25-27 |
| 16 augustus | Panama                 | 0-3       | Verenigde Staten       | 12-25, 14-25, 11-25 |
| 17 augustus | Guatemala              | 0-3       | Panama                 | 22-25, 19-25, 11-25 |
| 17 augustus | Dominicaanse Republiek | 0-3       | Verenigde Staten       | 16-25, 19-25, 15-25 |

Poule G
- Gastplaats: Caguas, Puerto Rico
- Datum: 8-10 juli 2009

| plaats | land                        | pnt | gw | vw |
| ------ | --------------------------- | --- | -- | -- |
| 1      | Puerto Rico                 | 6   | 3  | 0  |
| 2      | Mexico                      | 5   | 2  | 1  |
| 3      | Barbados                    | 4   | 1  | 2  |
| 4      | Amerikaanse Maagdeneilanden | 3   | 0  | 3  |

| datum   | team 1             | eindstand | team 2             | setstanden                       |
| ------- | ------------------ | --------- | ------------------ | -------------------------------- |
| 8 juli  | Barbados           | 0-3       | Mexico             | 21-25, 15-25, 15-25              |
| 8 juli  | Puerto Rico        | 3-0       | US Maagdeneilanden | 25-12, 25-16, 25-13              |
| 9 juli  | US Maagdeneilanden | 0-3       | Mexico             | 19-25, 19-25, 15-25              |
| 9 juli  | Barbados           | 0-3       | Puerto Rico        | 11-25, 11-25, 11-25              |
| 10 juli | US Maagdeneilanden | 0-3       | Barbados           | 21-25, 21-25, 20-25              |
| 10 juli | Puerto Rico        | 3-2       | Mexico             | 25-13, 23-25, 25-18, 24-26, 15-8 |

Poule H
- Gastplaats: Havana, Cuba
- Datum: 14-16 augustus 2009

| plaats | land     | pnt | gw | vw |
| ------ | -------- | --- | -- | -- |
| 1      | Cuba     | 6   | 3  | 0  |
| 2      | Canada   | 5   | 2  | 1  |
| 3      | Bahama's | 4   | 1  | 2  |
| 4      | Suriname | 3   | 0  | 3  |

| datum       | team 1   | eindstand | team 2   | setstanden                       |
| ----------- | -------- | --------- | -------- | -------------------------------- |
| 14 augustus | Canada   | 3-0       | Bahama's | 25-14, 25-15, 25-20              |
| 14 augustus | Cuba     | 3-0       | Suriname | 25-13, 25-10, 25-12              |
| 15 augustus | Suriname | 0-3       | Canada   | 13-25, 17-25, 13-25              |
| 15 augustus | Bahama's | 0-3       | Cuba     | 14-25, 9-25, 13-25               |
| 16 augustus | Suriname | 2-3       | Bahama's | 17-25, 18-25, 25-21, 25-17, 8-15 |
| 16 augustus | Cuba     | 3-0       | Canada   | 25-21, 25-19, 26-24              |

### Play-off ronde
Poule I
- Gastplaats: Guadalajara, Mexico
- Datum: 28-30 augustus 2009

| plaats | land                   | pnt | gw | vw |
| ------ | ---------------------- | --- | -- | -- |
| 1      | Canada                 | 6   | 3  | 0  |
| 2      | Mexico                 | 5   | 2  | 1  |
| 3      | Dominicaanse Republiek | 4   | 1  | 2  |
| 4      | Panama                 | 3   | 0  | 3  |

| datum       | team 1                 | eindstand | team 2                 | setstanden                        |
| ----------- | ---------------------- | --------- | ---------------------- | --------------------------------- |
| 28 augustus | Dominicaanse Republiek | 0-3       | Canada                 | 18-25, 19-25, 22-25               |
| 28 augustus | Mexico                 | 3-0       | Panama                 | 25-13, 25-21, 25-18               |
| 29 augustus | Canada                 | 3-0       | Panama                 | 25-18, 25-10, 25-14               |
| 29 augustus | Mexico                 | 3-2       | Dominicaanse Republiek | 22-25, 22-25, 25-17, 25-18, 15-12 |
| 30 augustus | Panama                 | 0-3       | Dominicaanse Republiek | 14-25, 16-25, 20-25               |
| 30 augustus | Mexico                 | 0-3       | Canada                 | 15-25, 18-25, 17-25               |

## Zuid-Amerika

### Derde ronde
Poule A
- Gastplaats: San Luis, Argentinië
- Datum: 28-30 augustus 2009

| plaats | land       | pnt | gw | vw |
| ------ | ---------- | --- | -- | -- |
| 1      | Argentinië | 6   | 3  | 0  |
| 2      | Colombia   | 5   | 2  | 1  |
| 3      | Chili      | 4   | 1  | 2  |
| 4      | Bolivia    | 3   | 0  | 3  |

| datum       | team 1     | eindstand | team 2   | setstanden                        |
| ----------- | ---------- | --------- | -------- | --------------------------------- |
| 28 augustus | Chili      | 2-3       | Colombia | 25-17, 25-22, 23-25, 18-25, 11-15 |
| 28 augustus | Argentinië | 3-0       | Bolivia  | 25-15, 25-15, 25-10               |
| 29 augustus | Bolivia    | 0-3       | Colombia | 18-25, 16-25, 23-25               |
| 29 augustus | Argentinië | 3-0       | Chili    | 25-19, 25-16, 25-18               |
| 30 augustus | Bolivia    | 2-3       | Chili    | 14-25, 25-22, 25-21, 21-25, 13-15 |
| 30 augustus | Argentinië | 3-0       | Colombia | 25-15, 25-16, 25-23               |

Poule B
- Gastplaats: Guárico, Venezuela
- Datum: 10-12 augustus 2009

| plaats | land      | pnt | gw | vw |
| ------ | --------- | --- | -- | -- |
| 1      | Venezuela | 6   | 3  | 0  |
| 2      | Paraguay  | 5   | 2  | 1  |
| 3      | Uruguay   | 4   | 1  | 2  |
| 4      | Ecuador   | 3   | 0  | 3  |

| datum       | team 1    | eindstand | team 2    | setstanden                 |
| ----------- | --------- | --------- | --------- | -------------------------- |
| 10 augustus | Ecuador   | 0-3       | Uruguay   | 23-25, 21-25, 23-25        |
| 10 augustus | Paraguay  | 0-3       | Venezuela | 18-25, 12-25, 15-25        |
| 11 augustus | Uruguay   | 1-3       | Paraguay  | 25-19, 22-25, 22-25, 16-25 |
| 11 augustus | Venezuela | 3-0       | Ecuador   | 25-15, 25-15, 25-14        |
| 12 augustus | Paraguay  | 3-1       | Ecuador   | 25-16, 25-22, 23-25, 25-23 |
| 12 augustus | Uruguay   | 0-3       | Venezuela | 15-25, 16-25, 16-25        |